# Nemotelus angustemarginatus
Nemotelus angustemarginatus är en tvåvingeart som beskrevs av Pleske 1937. Nemotelus angustemarginatus ingår i släktet Nemotelus och familjen vapenflugor. Inga underarter finns listade i Catalogue of Life.